# Unione Sportiva Avellino 1912
A Unione Sportiva Avellino 1912 é um clube de futebol italiano da cidade de Avellino. Atualmente disputa a Serie B.

## História
O clube foi fundado em 1912 e sempre alterna entre a 2° e a 3° divisão italiana. Após uma falência econômica em 2018, foi obrigado a "recomeçar do zero" na Serie D, a 4° divisão italiana. 
O clube carrega uma macabra coincidência: toda vez que sobe de divisão, um papa morre ou renuncia.  Isso já ocorreu seis vezes:
- Em 1958, quando foi promovido à quarta divisão italiana, Pio XII morreu;

- Cinco anos depois, em 1963, morre João XXIII após o acesso à Serie C;

- Em 1978, nos festejos do primeiro acesso à Serie A, morrem Paulo VI e João Paulo I;

- Em 2005, o clube sobe à Serie B quando morre João Paulo II;

- A única exceção foi em 2013: durante mais um acesso à Serie B, Bento XVI renuncia ao cargo. O pontífice só morreria em dezembro de 2022;

- O caso mais recente foi em 2025, com a morte do Papa Francisco quando o clube sobe mais uma vez à segunda divisão italiana.

Na temporada 2024-25 o clube se sagrou campeão do grupo C pela Liga Pro e disputará a Série B na próxima temporada.

## Títulos
- Campeonato Italiano - Serie C: 2 : 2024-25 , 1972-73
- Serie D: 1 : 2018-19